# Горан Любоєвич
Горан Любоєвич (хорв. Goran Ljubojević, нар. 4 травня 1983, Осієк) — хорватський футболіст, що грав на позиції нападника.
Виступав, зокрема, за «Динамо» (Загреб) та «Генк», а також молодіжну збірну Хорватії.

## Клубна кар'єра
Любоєвич народився в Осієку і в цьому місті розпочав свою футбольну кар'єру в місцевому клубі «Осієк». У першій команді дебютував у 16 років 11 квітня 2000 року під час перемоги з рахунком 3:0 проти «Цибалії». Це був єдиний матч Любоєвича в сезоні 1999/00 і надалі гравець виступав у резервній команді. У сезоні 2002/03 він повернувся до основної команди і провів 20 матчів чемпіонату та забив 6 голів, а його клуб посів 8 місце в лізі. У сезоні 2003/04 «Осієк» посів високе 4 місце в лізі, а Любоєвич забив 16 голів. Більше за Горана забив лише його одноклубник Роберт Шпехар (18 голів). На цей момент Любоєвич вважався одним із найкращих молодих гравців Хорватії і у 2003 році він отримав приз «Надія року» від видання Večernji list. Всього нападник взяв участь у 65 матчах чемпіонату, забивши 23 голи. Більшість часу, проведеного у складі «Осієка», був основним гравцем атакувальної ланки команди і одним з головних бомбардирів команди, маючи середню результативність на рівні 0,35 гола за гру першості.
В результати молодим нападником зацікавились місцеві гранди і влітку 2004 року Любоєвич приєднався до столичного «Динамо». Втім у команди стався серйозний спад і наступного сезону вона посіла лише 7-е місце в чемпіонаті, а Любоєвич забив 9 голів. У наступному сезоні 2005/06 вони повернули свою гру і стали чемпіоном Хорватії, але Любоєвич взяв участь лише в осінній частині сезону, оскільки навесні був відданий в оренду швейцарському клубу «Санкт-Галлен». Влітку 2006 року Горан повернувся в «Динамо», яке, як чемпіон країни, брало участь у кваліфікації Ліги чемпіонів. Там Любоєвич зробив хет-трик у другому кваліфікаційному раунді проти чемпіона Литви «Екранаса» (5:2).
У січні 2007 року Любоєвич знову виїхав за кордон, цього разу за 500 000 євро він був проданий в бельгійський «Генк». Хорват швидко завоював стартове місце в новій команді і постійно забивав, ставши у сезоні 2006/07 з 11 голами найкращим бомбардиром команди в чемпіонаті. Втім на початку сезону 2007/08 Любоєвич отримав серйозну травму коліна, яка вивела його з ладу до кінця сезону. Повернувшись на поле у сезоні 2008/09 він кілька разів виходив на поле, але повернути свою форму і результативність так і не зумів, тим не менш виграв 2009 року з командою Кубок Бельгії.
У грудні 2009 року хорват повернувся на батьківщину і півроку виступав за «Загреб», після чого влітку 2010 року перейшов до стокгольмського АІКа, з яким грав у попередніх раундах Ліги чемпіонів. У січні 2011 року його контракт з АІКом був розірваний і Любоєвич повернувся до рідного «Осієка».
У лютому 2012 року Любоєвич перейшов до клубу вищого дивізіону Румунії «Тиргу-Муреш», де дограв сезон.
В сезоні 2012/13 хорват виступав за іранський «Нафт Тегеран», а в липні 2013 року втретє підписав контракт з «Осієком». Не закінчивши сезон і зігравши лише вісім ігор без голів, він покинув Хорватію.
У 2014 році він приєднався до сінгапурського «Балестьє Халса». 7 листопада 2014 року він забив перший гол у фіналі Кубка Сінгапуру у ворота «Хоум Юнайтед». В результаті його команда здобула перемогу з рахунком 3:1 і виграла турнір. Загалом Горан закінчив сезон найкращим бомбардиром клубу з 27 голами.
У 2015 році Любоєвич грав за індонезійський клуб «Шривіджая», після чого повернувся на батьківщину, де і завершив кар'єру у нижчолігових клубах «Виноградар» та «Трньє».

## Виступи за збірні
1998 року дебютував у складі юнацької збірної Хорватії (U-15), загалом на юнацькому рівні взяв участь у 32 іграх, відзначившись 14 забитими голами.
Протягом 2003—2005 років залучався до складу молодіжної збірної Хорватії, з якою брав участь у молодіжному чемпіонаті Європи 2004 року в Німеччині, де Хорватія посіла останнє місце в групі, набравши лише одне очко. Всього на молодіжному рівні зіграв у 18 офіційних матчах, забив 3 голи.

## Досягнення
- Володар Кубка Бельгії: 2008/09
- Володар  Кубка Сінгапуру: 2014